# Maurice Lemire
Pour les articles homonymes, voir Lemire.
Maurice Lemire (né à Saint-Gabriel-de-Brandon le 21 septembre 1927- 4 avril 2019) est un historien de la littérature, professeur et chercheur québécois à l'Université Laval (Québec). Il est professeur émérite de l'Université Laval depuis 1993.

## Biographie
Il fait ses études au Collège Jean-de-Brébeuf (Montréal) et obtient un baccalauréat ès arts. Ensuite, l'abbé Lemire complète une licence en théologie à l'Université de Montréal et une licence littéraire à la Sorbonne, où il étudie de 1954 à 1959. Il  est abbé. De retour au Québec, il soutient une thèse de doctorat ès lettres sur « Les grands thèmes nationalistes du roman historique canadien-français », à l'Université Laval. Par la suite, il enseigne aux universités de Montréal et de Sherbrooke et au Centre des études universitaires de Trois-Rivières en 1967-1968. En 1969, il entre au Département des études canadiennes de l'Université Laval à titre de professeur agrégé où il enseigne jusqu'aux années 1980.
Fondateur du Centre interuniversitaire sur la littérature et la culture québécoises (CRILCQ), il lance en 1971 le projet du Dictionnaire des œuvres littéraires du Québec qui propose un compte rendu systématique des œuvres littéraires publiées au Québec depuis la période de la Nouvelle-France à 1990 en cinq tomes. 
Lemire est aussi le codirecteur et initiateur avec le gendre du cardinal Roy, Denis Saint-Jacques du projet La Vie littéraire au Québec qui propose une série de volumes sur l'histoire de la vie littéraire au Québec depuis la fin du XVIIIe jusqu'aux années 1970, en mettant l'accent sur les principaux acteurs du monde littéraire québécois (écrivains, éditeurs, critiques, etc.). Le tome 6 est paru en 2011. 
Entre 1980 et 1986, Maurice Lemire a travaillé à l'Institut québécois de recherche sur la culture (en collaboration avec le sociologue et historien Fernand Dumont), où il fut responsable de la culture savante.
Pour son travail de pionnier en études canadiennes-françaises, Lemire a reçu plusieurs prix. Il a publié plusieurs essais sur le discours et l'imaginaire québécois.

## Principales publications
- Le mythe de l'Amérique et l'imaginaire canadien, Québec, Nota bene, 2003.
- Les écrits de la Nouvelle-France, Québec, Nota bene, 2000.
- (dir.) La Vie littéraire au Québec, 1870-1894, tome IV: « Je me souviens », Sainte-Foy, Les Presses de l'Université Laval, 1999.
- (dir.) La Vie littéraire au Québec, 1840-1869, tome III: « Un peuple sans histoire ni littérature », Sainte-Foy, Les Presses de l'Université Laval, 1996.
- La littérature québécoise en projet au milieu du XIXe siècle, Montréal, Fides, 1994, 271 p.
- Formation de l'imaginaire littéraire québécois (1764-1867), Montréal, l'Hexagone, coll. «Essais littéraires», 1993. Finaliste au Prix du gouverneur général (1993)
- (dir.) Le romantisme au Canada [actes du colloque tenu à l'Université Laval, novembre 1990], Québec, Nuit blanche éditeur, « Les Cahiers du CRELIQ », 1993.
- (dir.) La vie littéraire au Québec, 1806-1839, tome II: « Le projet national des Canadiens », Sainte-Foy, Les Presses de l'Université Laval, 1992.

## Prix et distinctions
- 1984 - Membre de la Société royale du Canada
- 1989 - Médaille Lorne Pierce
- 1992 - Prix Raymond-Klibansky (pour La vie littéraire au Québec, tome I : 1764-1805. La voix française des nouveaux sujets britanniques)
- 1993 - Médaille de l'Académie des lettres du Québec
- 1993 - Finaliste pour le Prix du Gouverneur général, Formation de l'imaginaire littéraire au Québec 1764-1867
- 1995 - Prix Gérard-Morisset
- 1996 - Prix du Conseil international des études canadiennes
- 2001 - Palmes académiques de France

## Citation
« C'est à Paris que je me suis aperçu de la non-existence de notre pays. Nous n'avions pas d'identité, car l'identité s'acquiert par l'affirmation de soi dans le discours et notre discours n'avait alors aucune reconnaissance. »